# 杰里·巴斯
杰里·巴斯（英語：Jerry Buss，1933年01月27日—2013年02月18日），生于美国盐湖城，美国企业家、化学家，其最知名的身份是美国NBA篮球联赛洛杉矶湖人队的老板。
杰里·巴斯1953年于美国怀俄明大学取得学士学位，后进入美国南加州大学深造物理化学专业，先后取得硕士和博士学位，1957年毕业后进入美国矿业局工作，后短暂效力于南加州大学化学系，从事教育工作。1960年代涉足房地产投资行业并取得成功。
1979年，杰里·巴斯购入洛杉矶湖人队，至今带领湖人队共夺得10个NBA总冠军，并培养了魔术师约翰逊、贾巴尔、沙奎尔·奥尼尔、科比·布莱恩特以及保罗·加索尔等多名NBA篮球巨星。
杰里·巴斯自2012年被查出患有癌症，最终不治，于2013年2月18日逝世。